# L'Amour et Psyché debout
L'Amour et Psyché debout est une œuvre du sculpteur néoclassique italien Antonio Canova conservée au musée du Louvre à Paris. La sculpture en marbre blanc mesure 145 centimètres et a été réalisée entre 1796 et 1800.

## L'œuvre et le mythe grec
Ce groupe sculptural représente le célèbre couple de la mythologie grecque. Le mythe raconte que l'extraordinaire beauté d'une jeune fille nommée Psyché avait suscité l'envie de Vénus elle-même, à tel point que la déesse envoya son fils Cupidon pour la faire tomber amoureuse d'un homme très laid. Cependant, le jeune dieu lui-même tomba amoureux de la belle fille. Ainsi commença un amour tourmenté qui, après avoir été longtemps gêné par Vénus et ponctué de mille épreuves, dura pour toujours.
Canova a représenté à plusieurs reprises les figures d'Amour et de Psyché, mais dans cette sculpture, il les représente debout. Psyché offre à l'Amour un papillon, symbole de sa propre âme.

## Commanditaire
La composition sculpturale a été créée en deux versions, la première a été commandée par le colonel et collectionneur d'art anglais John Campbell et ensuite vendue en 1801 à Joachim Murat, alors maréchal d'Empire de Napoléon Ier et roi de Naples ; l'oeuvre sera cédée par Murat à Napoléon en 1808 et exposée au Louvre l'année suivante. La seconde version, également de Canova, fut offerte par Campbell à Joséphine de Beauharnais.